# الفتح الرباني لترتيب مسند الإمام أحمد بن حنبل الشيباني
كتاب «الفتح الرباني لترتيب مسند الإمام أحمد بن حنبل الشيباني» للشيخ أحمد عبد الرحمن البنا الساعاتي، رتب فيه مسند الإمام أحمد ترتيبًا فقهيًا دقيقًا، فبدأ بقسم التوحيد ثم الفقه ثم التفسير ثم الترغيب ثم الترهيب ثم التاريخ ثم القيامة وأحوال الآخرة وقال في مقدمة الكتاب: لا أعلم أحدًا سبقني إليه.
وقد رتبه من أوله إلى آخره مع حذف السند، وقد وضع التبويبات المناسبة لكل حديث، وفي مقدمة كتابة تكلم عن طريقته في ترتيب المسند.
وهذا الترتيب أطلق عليه اسم <الفتح الرباني لترتيب مسند الإمام أحمد بن حنبل الشيباني>، وهو اختصار للمسند مع ترتيبه ترتيبًا فقهيًا على الكتب والأبواب وبعبارة أخرى: تهذيب المسند وترتيبه واختصاره. ثم قام البنا فشرح كتابه حتى وصل إلى باب ما جاء في جرير بن عبد الله البجلي ، ثم وافته المنية.
ثم جاء محمد عبد الوهاب بحيري فأكمل نصف الجزء من الثاني والعشرين، فبدأ من باب ما جاء في فضل جعفر إلى باب ابن جريج، ثم سافر للعمل في السعودية.
وفي الجزء الثالث والعشرين والرابع والعشرين اشترك ورثة المؤلف مع بعض العلماء لإكماله.
والشيخ البنا أطلق على شرحه اسم: ((بلوغ الأماني من أسرار الفتح الرباني)).
- قال الشيخ ابن عثيمين في مصطلح الحديث:
(تناول العلماء هذا المسند بالتصنيف عليه ما بين مختصر له، وشارح، ومفسر، ومرتب، ومن أحسنها الفتح الرباني لترتيب مسند الإمام أحمد بن حنبل الشيباني" الذي ألفه أحمد بن عبد الرحمن البنا، الشهير بالساعاتي، جعله سبعة أقسام أولها: قسم التوحيد وأصول الدين وآخرها: قسم القيامة وأحوال الآخرة، ورتبه على الأبواب ترتيباً حسناً، وأتمه بوضع شرح عليه سماه "بلوغ الأماني من أسرار الفتح الرباني"،
وهو اسم مطابق لمسماه فإنه مفيد جدًّا من الناحيتين الحديثية والفقهية، والحمد لله رب العالمين).

## أبواب الكتاب ومحتواه
مسند الإمام أحمد بن حنبل كتاب نفيس من كتب السنة النبوية جمع فيه مؤلفه قرابة الأربعين ألف حديث بالمكرر، ورتبه على مسانيد الصحابة؛ فيذكر الصحابي ثم يسوق تحته ما عنده من أحاديثه غير مرتبه وهذه الطريقة تعرف عند أهل الحديث بالتصنيف على طريقة المسانيد. وهو ثلاثة أقسام: قسم رواه الإمام أحمد بسنده، الثاني: قسم زاده ابنه عبد الله ويسمى زيادات عبد الله، الثالث: قسم زاده القطيعي. والكتاب في جملته من المصادر الهامة من مصادر السنة حيث أنه يحتوي على كثير من الآحاديث الصحيحة ومعظم الضعيف الذي فيه مما ينجبر، وندر فيه الموضوع. أما مؤلفه: فهو الإمام العلم إمام أهل السنة وحامل لواء الدين في عصره «أبو عبد الله أحمد بن محمد بن حنبل» وقد صنف الإمام ابن حجر العسقلاني كتابًا في الرد على من طعن في آحاديث المسند وأسماه «القول المسدد في الذب عن مسند أحمد» وشـَرَح مسند الإمام أحمد: الشيخ أحمد عبد الرحمن البنا الساعاتي وأعاد ترتيبه وتصنيفه وجعله على سبعة أقسام تحت كل قسم كتب وتحت كل كتاب أبواب. والأقسام كما ذكرها الشارح هي:
1. قسم التوحيد: وذكر فيه ما جاء عن النبى ﷺ من أحاديث تختص بأمور العقيدة.
2. قسم الفقه بفروعه:
ـ العبادات.
ـ المعاملات.
ـ الأقضية والأحكام.
ـ الأحوال الشخصية والعادات.
3. قسم التفسير وما يختص بالقرآن وفضائله.
4. قسم الترغيب وأحاديث الفضائل والمرغبات.
5. قسم الترهيب والتخويف مما يفعله الإنسان من الكبائر والذنوب.
6. قسم التاريخ وما كان من خلق آدم إلى أن تقوم الساعة، والكلام عن سيرة النبى ﷺ ومناقب الصحابة وغيرها.
7. قسم ذكر أحوال الآخرة والفتن والملاحم والجنة والنار.
ومنهج الشيخ أحمد البنا أنه يذكر الأحاديث ثم يذكر شرحاً بسيطاً لمعانى الكلمات المشكلة أو بعض الفقه الموجود بها على اختصار، وتوفى قبل إكماله شرح الأجزاء الأخيرة من الكتاب.

## سبب تأليف الكتاب وقصته
منذ أن وضع الإمام ابن حنبل مسنده في الحديث في القرن الثالث الهجري، حتى القرن الثالث عشر، لم يتوصل أحد من العلماء إلى ترتيبه وشرحه، وقد بدأ الإمام ابن كثير ذلك دون أن يتمه، وقال: (ما زلت أقرأ فيه والسراج يضعف، حتى كف بصري معه)، فظل المسند على ما هو عليه عشرة قرون.
ويقول الشيخ أحمد عبد الرحمن البنا: «اشتاقت نفسي إلى قراءة المسند، وذلك في سنة أربعين وثلثمائة وألف من الهجرة، فوجدته بحراً خضماً يزخر بالعلم، ويموج بالفوائد، لا سبيل إلى اصطياد فرائده، واقتناص شوارده، فخطر بالخاطر المخاطر، وناجتني نفسي أن أرتب هذا الكتاب، وأعقل شوارد أحاديثه بالكتب والأبواب، وأقيد كل حديث منه بما يليق به من باب وكتاب، فتحققت بمعونة الله العزيمة، وصدقت النية، وخلصت بتوفيقه، وحقق إخراج ما في النية إلى الفعل هذه الدرة اليتيمة».
وتحمّل الشيخ قراءة مسند الإمام أحمد، وقام بتصنيفه، وترتيبه، وشرحه، وخرج هذا العمل في 24 جزءاً على نفقته الخاصة، أما عملية الطباعة، فقد اشترى الشيخ وقتها كمية من الحروف الطباعية الـمُشَكَّلة (أي بالشكل من فتحة وضمة)... إلخ، تكفي لطبع ملزمتين أي (16 صفحة من القطع الكبير)، واستأجر لها مكاناً بجواره، واستخدم عاملاً ماهراً أميناً يقوم بجمع الملزمة، ثم يصححها الشيخ، ثم ترسل لتطبع في مطبعة قريبة، بعد أن يشتري الشيخ بنفسه الورق اللازم لها.
وكان الشروع في طبع الجزء الأول، كما كتب الشيخ في دفتره الذي اعتاد أن يدوّن فيه كل الأحداث المهمة في حياته، وحياة العائلة سنة 1934م، وفي سنة 1940م، كتب الشيخ: «انتهينا من طبع الجزء الثالث عشر من الفتح الرباني في ربيع الأول» أي أن الشيخ طبع خلال ست سنوات هذه الأجزاء الثلاثة عشر، أي بواقع جزأين كل سنة.
وعندما قامت الحرب العالمية الثانية 1939م ـ 1945م، اشتعلت أسعار الورق، وحقق الشيخ من حجم الأجزاء 11، 12، 13، ثم اضطر للتوقف فترة، ثم أكمل بعد ذلك عمله، وأتمه في 24جزءاً في ظل ظروف عصيبة للغاية، بعد اغتيال الإمام الشهيد حسن البنا في 1949م.
ومن بديع ما فعل البنا في ترتيبه للمسند أنه حذف السند، المقصود هنا أنه حذف الكلام الكثير الذي ذكره الإمام أحمد آنذاك لتوثيق الأمانة العلمية، ومنهم الرواة، فكان في المسند يقول: حدثنا فلان، وحدثنا فلان، وهكذا، فالمؤلف الشيخ البنا حذف هذا كله، لكي لا يمل القارئ من كثرة الكلام، ويترك الفضل الكبير في أحاديث النبي ﷺ ».
وقال الشيخ البنا: «حذفت السند، ولم أثبت منه إلا اسم الصحابي الذي روى الحديث عن النبي صلى الله عليه وسلم، إلا في حالات نادرة، يذكر اسم أحد رواته، مما تمس الحاجة إليه، وذكر كيف أن كثرة طول السند يأتي بالسآمة والملل، وقال: «وقد أدرك كثير من كبار المحدثين المتقدمين تفشي هذا الداء، فاختصروا كتبهم بحذف السند، ومنهم الإمام البغوي في كتاب «مصباح السنة»، والحافظ ابن الأثير في كتابه (جامع الأصول)، والزبيدي في كتابه (التجريد الصريح لأحاديث الجامع الصحيح).
وقال الشيخ البنا: «والمقصد الثاني في سبب تكرير الحديث، وهو كما هي الكتب الأخرى، وذلك يعود إلى تعدد الطرق في السند، واختلاف الألفاظ في المتن، ونحو ذلك، فتارة يروي الحديث الواحد عن صحابي واحد من طرق متعددة بألفاظ مختلفة، فلحرصهم على الإحاطة بجميع الروايات وقع التكرار في كتبهم.
فبتتبع البنا لأحاديث السند لم يجد حديثاً مكرراً إلا لذلك ونحوه، وهذا يدل على سعة علم المؤلف بكتب الحديث، فقد قرأ الكتب الستة في شبابه، وعرف الأسانيد، والرواة، وكثرة تكرار الأحاديث، وأدرك الغاية من ذلك، فوضع ترتيبه للمسند على طريقة علمية دقيقة.